# Mertensophryne loveridgei
The Mahenge Toad, Mertensophryne loveridgei, là một loài cóc trong họ Bufonidae. Nó là loài đặc hữu của Tanzania; its common name refers tới Mahenge plateau ở đó nó can be found.
Các môi trường sống tự nhiên của chúng là các khu rừng khô nhiệt đới hoặc cận nhiệt đới và xavan ẩm. Nó không được xem là bị đe dọa theo IUCN.